# Mistrzostwa Świata w Piłce Nożnej 1966 (eliminacje strefy CONCACAF)
W eliminacjach do Mistrzostw Świata w Piłce Nożnej 1966 strefy CONCACAF wzięło udział 9 drużyn, które zostały podzielone na 3 grupy. Zwycięzcy grup awansowali do grupy finałowej, której zwycięzca awansował do finałów.

## Przebieg eliminacji

### Runda 1

#### Grupa 1
| LP | Drużyna             | Pkt | M | W | R | P | G+ | G− | +/− |
| -- | ------------------- | --- | - | - | - | - | -- | -- | --- |
| 1  | Jamajka             | 5   | 4 | 2 | 1 | 1 | 5  | 2  | +3  |
| 2  | Antyle Holenderskie | 4   | 4 | 1 | 2 | 1 | 2  | 3  | −1  |
| 3  | Kuba                | 3   | 4 | 1 | 1 | 2 | 3  | 5  | −2  |

| 16 stycznia 1965 | Jamajka · Oscar Black 11' · Patric Blair 51' | 2:01:0raport | Kuba                        | Independence Park, Kingston Widzów: 10 100 Sędzia: Leonardo Ortiz Bonilla |
|                  | kartki: · Oscar Black 83' · Frank Brown 83'  |              | kartki: · ?' Agustin Valdes |                                                                           |

| 20 stycznia 1965 | Antyle Holenderskie · Virgilio Sillie 50' | 1:10:0raport | Kuba · 73' Angel Piedra Garcia | Independence Park, Kingston Sędzia: Aristoteles Gomez |
|                  | kartki: · Englo E. Dubero ?'              |              |                                |                                                       |

| 23 stycznia 1965 | Jamajka · Lacelles Dunkley 11', 64' | 2:01:0raport | Antyle Holenderskie       | Independence Park, Kingston Widzów: 12 264 Sędzia: Aristoteles Gomez |
|                  |                                     |              | kartki: · Ruben Brandborg |                                                                      |

| 30 stycznia 1965 | Kuba | 0:1raport | Antyle Holenderskie · 27' Virgilio Sillie | Estadio Pedro Marrero, Hawana Widzów: 3040 Sędzia: Fernando Buergo Elcuaz |
|                  |      |           |                                           |                                                                           |

| 3 lutego 1965 | Antyle Holenderskie | 0:0raport | Jamajka | Estadio Pedro Marrero, Hawana Widzów: 1218 Sędzia: Fernando Buergo Elcuaz |
|               |                     |           |         |                                                                           |

| 7 lutego 1965 | Kuba · Nicolas Martinez Mora 6' · Antonio Dos Santos Franca 40' (k) | 2:1raport | Jamajka · 14' Lacelles Dunkley | Estadio Pedro Marrero, Hawana Widzów: 1176 Sędzia: Ramiro Garcia Rosa |
|               | kartki: · Ramon Penalver Valdes ?'                                  |           | kartki: · Donald Clarke        |                                                                       |

1. 1 2   Reprezentacja Antyli Holenderskich rozgrywała swoje mecze domowe na neutralnym terenie – z Kubą na Jamajce oraz z Jamajką na Kubie

#### Grupa 2
| LP | Drużyna            | Pkt | M | W | R | P | G+ | G− | +/− |
| -- | ------------------ | --- | - | - | - | - | -- | -- | --- |
| 1  | Kostaryka          | 8   | 4 | 4 | 0 | 0 | 9  | 1  | +8  |
| 2  | Gujana Holenderska | 2   | 4 | 1 | 0 | 3 | 8  | 9  | −1  |
| 3  | Trynidad i Tobago  | 2   | 4 | 1 | 0 | 3 | 5  | 12 | −7  |

| 7 lutego 1965 | Trynidad i Tobago · Jeffrey Gellineau 1' · Alvin Corneal 28' · Andy Aleong 38', 46' | 4:13:1raport | Gujana Holenderska · 4' Siegfried Haltman | Queen’s Park Oval, Port-of-Spain Widzów: 3272 Sędzia: Theodorus Koetsier |
|               |                                                                                     |              |                                           |                                                                          |

| 12 lutego 1965 | Kostaryka · Tarcisio Rodriguez Viquez 55' | 1:00:0raport | Gujana Holenderska | Estadio Nacional de La Sabana, San José Widzów: 12 868 Sędzia: William McKeand |
|                | kartki: · Juan Jose Gamez Rivera          |              |                    |                                                                                |

| 21 lutego 1965 | Kostaryka · Leonel Hernandes 28' (k), 50' · Errol Daniels 54' · Edgar Marin 84' | 4:01:0raport | Trynidad i Tobago | Estadio Nacional de La Sabana, San José Widzów: 10 133 Sędzia: Rafael Valenzuela |
|                |                                                                                 |              |                   |                                                                                  |

| 28 lutego 1965 | Gujana Holenderska · Stanley Krenten 71' | 1:30:2raport | Kostaryka · 10', 70' Edgar Marin · 27' Juan González Soto | Nacional Stadium, Paramaribo Widzów: 7704 Sędzia: Angel Ortega |
|                |                                          |              |                                                           |                                                                |

| 7 marca 1965 | Trynidad i Tobago | 0:1raport | Kostaryka · 29' Leonel Hernandez | Queen’s Park Oval, Port-of-Spain Widzów: 3293 Sędzia: Franz Figaroa |
|              |                   |           |                                  |                                                                     |

| 14 marca 1965 | Gujana Holenderska · Siegfried Haltman 9', 19' · Kenneth Kluivert 31' · Stanley Krenten 44' · Edmund Waterval ?', ?' | 6:14:1raport | Trynidad i Tobago · 20' Bobby Sookram | National Stadium, Paramaribo Widzów: 3417 Sędzia: Hector Osorio |
|               | |              |                                       |                                                                 |

#### Grupa 3
| LP | Drużyna           | Pkt | M | W | R | P | G+ | G− | +/− |
| -- | ----------------- | --- | - | - | - | - | -- | -- | --- |
| 1  | Meksyk            | 7   | 4 | 3 | 1 | 0 | 8  | 2  | +6  |
| 2  | Stany Zjednoczone | 4   | 4 | 1 | 2 | 1 | 4  | 5  | −1  |
| 3  | Honduras          | 1   | 4 | 0 | 1 | 3 | 1  | 6  | −5  |

| 28 lutego 1965 | Honduras | 0:1raport | Meksyk · 62' Isidoro Diaz | Francisco Morazan, San Pedro Sula Widzów: 7514 Sędzia: Juan Jose Corado |
|                |          |           |                           |                                                                         |

| 4 marca 1965 | Meksyk · José Gonzalez 6' · Jose Luis Aussin 14' · Salvador Reyes 82' | 3:02:0raport | Honduras | Estadio Olímpico Universitario, Meksyk Widzów: 50 894 Sędzia: Emilio Aguilar Menendez |
|              |                                                                       |              |          |                                                                                       |

| 7 marca 1965 | Stany Zjednoczone · Walter Shmotolocha 49' · Helmut Biceck 59' | 2:20:1raport | Meksyk · 35' José Gonzalez · 67' (k) Salvador Reyes | Memorial Coliseum, Los Angeles Widzów: 19 337 Sędzia: Raymond Morgan |
|              | kartki: · Edward Murphy                                        |              | kartki: · Guillermo Sepulveda                       |                                                                      |

| 12 marca 1965 | Meksyk · Isidoro Diaz 9' · Ramiro Navarro 57'      | 2:01:0raport | Stany Zjednoczone | Estadio Olímpico Universitario, Meksyk Widzów: 64 285 Sędzia: Jose Gutierrez Tintecho |
|               | kartki: · Guillermo Sepulveda · Ramiro Navarro 88' |              |                   |                                                                                       |

| 17 marca 1965 | Honduras | 0:10:0raport | Stany Zjednoczone · 70' Edward Murphy | Francisco Morazan, San Pedro Sula Widzów: 1268 Sędzia: Guillermo Umana Vargas |
|               |          |              |                                       |                                                                               |

| 21 marca 1965 | Stany Zjednoczone · Adolf Bachmeier 40' | 1:11:0raport | Honduras · 88' Ricardo Taylor | Estadio Nacional, Tegucigalpa Widzów: 2331 Sędzia: Rodolfo Navarro |
|               |                                         |              |                               |                                                                    |

1. ↑   Rewanżowy mecz USA – Honduras został rozegrany także w Hondurasie.

### Runda 2

#### Grupa finałowa
| LP | Drużyna   | Pkt | M | W | R | P | G+ | G− | +/− |
| -- | --------- | --- | - | - | - | - | -- | -- | --- |
| 1  | Meksyk    | 7   | 4 | 3 | 1 | 0 | 12 | 2  | +10 |
| 2  | Kostaryka | 4   | 4 | 1 | 2 | 1 | 8  | 2  | +6  |
| 3  | Jamajka   | 1   | 4 | 0 | 1 | 3 | 3  | 19 | −16 |

| 25 kwietnia 1965 | Kostaryka                                 | 0:0raport | Meksyk                                  | Estadio Nacional de La Sabana, San José Widzów: 20 654 Sędzia: Raymond Morgan |
|                  | kartki: · Alvaro Chavez · Juan Jose Gamez |           | kartki: · Jesus del Muro · Isidoro Diaz |                                                                               |

| 3 maja 1965 | Jamajka · Art Welch 11' · Sidney Bartlett 36' | 2:32:1raport | Meksyk · 13' Aaron Padilla · 71' Ernesto Cisneros · 81' Ignacio Jauregui | Independence Park, Kingston Widzów: 8138 Sędzia: Jorge Mendez Montes |
|             |                                               |              |                                                                          |                                                                      |

| 7 maja 1965 | Meksyk · Ernesto Cisneros 17', 89' · Javier Fragoso 20', 70' · Isidoro Diaz 32', 41', 90' · Aaron Padilla 61' | 8:04:0raport | Jamajka | Estadio Olímpico Universitario, Meksyk Widzów: 52 017 Sędzia: Rodolfo Navarro |
|             | |              |         |                                                                               |

| 11 maja 1965 | Kostaryka · Fernando Maximo Jimenez 40' · Errol Daniels 53', 85' · William Quiros 63', 77', 88' · Leonel Hernandes 73' | 7:01:0raport | Jamajka               | Estadio Nacional de La Sabana, San José Widzów: 4003 Sędzia: Richard Giebne |
|              | kartki: · William Quiros                                                                                               |              | kartki: · Herley Jaez |                                                                             |

| 16 maja 1965 | Meksyk · Ernesto Cisneros 17' | 1:0raport | Kostaryka                                               | Estadio Olímpico Universitario, Meksyk Widzów: 64 276 Sędzia: Raymond Morgan |
|              | kartki: · Antonio Mungía      |           | kartki: · Álvaro Chávez · Edgar Zúñiga · William Quirós |                                                                              |

| 22 maja 1965 | Jamajka · Art Welsh 70' | 1:10:1raport | Kostaryka · 6' Errol Daniels | Independence Park, Kingston Widzów: 3031 Sędzia: Marco Tulio Carcamo |
|              |                         |              |                              |                                                                      |